# Supersypnoides malaisei
Supersypnoides malaisei là một loài bướm đêm trong họ Noctuidae.